# Микрофизиометрия
Микрофизиометрията е ин витро измерване на функциите и дейностите на живота или на живата материя (като органи, тъкани или клетки), както и на физичните и химичните явления, свързани с тях, в много малък (микрометричен) мащаб.Терминът микрофизиометрия се появява в научната литература в края на 80-те години на ХХ век.
Основните параметри, които се оценяват в микрофизиометрията, включват рН и концентрацията на разтворен кислород, глюкоза и млечна киселина, като се набляга на първите два. Експерименталното измерване на тези параметри в комбинация с флуидна система за поддържане на клетъчни култури и определено прилагане на лекарства или токсини осигурява количествените изходни параметри скорост на извънклетъчно окисляване (EAR), скорост на консумация на кислород (OUR) и скорост на консумация на глюкоза или освобождаване на лактат, за да се характеризира метаболитната ситуация.
Поради липсата на етикетиране на измерванията, базирани на сензори, е възможно динамично наблюдение на клетки или тъкани в продължение на няколко дни или дори по-дълго време. При по-дълъг период от време динамичният анализ на метаболитния отговор на клетката на експериментално третиране може да разграничи остри ефекти (напр. един час след третирането), ранни ефекти (напр. 24 часа) и забавени, хронични реакции (напр. 96 часа). Както е посочено от Alajoki и съавтори, „концепцията е, че е възможно да се открие активирането на рецепторите и други физиологични промени в живите клетки чрез наблюдение на активността на енергийния метаболизъм“.